# جنگ تمام‌عیار: شوگون ۲
جنگ تمام‌عیار: شوگون ۲ یک بازی ویدیویی به سبک تاکتیک هم‌زمان است که توسط کریتیو اسمبلی توسعه یافته و توسط سگا در سال ۲۰۱۱ منتشر شده است. این بازی بخشی از سری جنگ تمام‌عیار است و به صحنه ژاپن قرن شانزدهم اولین بازی جنگ تمام‌عیار، شوگون: جنگ تمام‌عیار بازمی‌گردد. پس از یک سری بازی که عمدتاً در اروپا و خاورمیانه اتفاق می‌افتد.
داستان شوگون ۲ در ژاپن فئودال قرن شانزدهمی و پس از جنگ اونین در دوران شوگونات آشیکاگا می‌گذرد. کشور به قبیله‌های رقیب که توسط جنگ سالاران محلی رهبری می‌شوند، تقسیم شده است که هر کدام برای کنترل می‌جنگند. بازیکن مدیریت یکی از این قبیله‌ها را با هدف تسلط بر جناح‌های دیگر و ایجاد حکومت بر ژاپن بر عهده می‌گیرد. نسخه استاندارد این بازی در مجموع دارای هشت جناح (به علاوه گروه نهم برای آموزش) است که هر کدام دارای موقعیت شروع منحصر به فرد و قدرت‌های سیاسی و نظامی متفاوتی هستند. نسخه محدود شامل یک قبیله نینجا انحصاری، هاتوری، و یک محتوای قابل دانلود قفل دهمین قبیله، ایکو-ایکی است.
این بازی از فضای اروپایی بازی‌های قبلی جنگ تمام‌عیار فاصله می‌گیرد و به اولین محیط در سری جنگ تمام‌عیار بازمی‌گردد، اما تغییرات قابل‌توجهی در عناصر اصلی گیم‌پلی شوگون ۲ ایجاد می‌کند. در مقایسه با امپراتوری که تقریباً کل جهان را در بر می‌گرفت، قسمت جدید. تنها بر جزایر ژاپن (به استثنای هوکایدو) و تعداد کمتری از انواع واحدها تمرکز دارد.
شوگون ۲ مورد تحسین منتقدان منتقدان قرار گرفت، اغلب به دلیل ساده‌سازی و اصلاح سریال با بازگشت به ریشه‌های آن. یک مجموعه الحاقی مستقل، Total War: Shogun 2: Fall of the Samurai، در سال ۲۰۱۲ منتشر شد.

## گیم پلی
ترکیبی از تاکتیک نوبتی و تاکتیک هم‌زمان شوگون ۲ یکی از اصلی‌ترین بازی‌های سری جنگ تمام‌عیار است. بازیکن نقش رهبر و ژنرال قبیله را ایفا می‌کند، به‌طور متناوب بین مبارزات انتخاباتی، جایی که بازیکن به نوبه خود زمین و ارتش را مدیریت می‌کند، و نبردها، که در آن بازیکن کنترل ارتش را در میدان نبرد در زمان واقعی به دست می‌گیرد.
در کمپین، بازیکن باید به ترتیب بر توسعه شهرک‌ها، تولیدات نظامی، رشد اقتصادی و پیشرفت تکنولوژی نظارت کند. ارتش‌ها و واحدها سازماندهی می‌شوند و توسط بازیکن در اطراف نقشه مبارزاتی طراحی شده حرکت می‌کنند تا با جناح‌های دیگر نبرد انجام دهند. علاوه بر مبارزه، بازیکن قادر است به دیپلماسی، مانور سیاسی و استفاده از عوامل ویژه برای به دست آوردن دست برتر بپردازد. نینجا و گیشا نیز به عنوان قاتل و جاسوس در بازی حضور دارند. در حالی که مذهب به اندازه آن در Medieval II: Total War مرتبط نیست، بازیکن نمی‌تواند از آن غافل شود. تعامل بیشتر با خارجی‌های اروپایی (تجار نانبان)، به عنوان مثال، برای تقویت تجارت و دستیابی به سلاح گرم، این قبیله را در معرض مسیحیت قرار می‌دهد که به‌طور جدی ناآرامی‌های مذهبی را در استان‌ها افزایش می‌دهد. از عوامل مذهبی مانند راهبان و کشیشان می‌توان برای تبدیل جمعیت دشمن استفاده کرد.
۹ قبیله اصلی در استان‌های ژاپن زندگی می‌کنند که بازیکن از بین آنها انتخاب می‌کند. افراد دیگری نیز وجود دارند، از جمله «قبیله نگهدارنده آکاماسو». همه قبیله‌ها دارای مزایای خاصی در زمینه‌های خاص هستند، برای ارائه انواع سبک‌های بازی با هر کدام.
- خاندان چوسوکابه در استان توسا ساکن هستند و می‌توانند کمانان برتر را استخدام کنند و درآمد بیشتری از کشاورزی ایجاد کنند.
- خاندان داته ایواته را کنترل می‌کند و می‌تواند سامورایی‌های برتر بدون داچی را به خدمت بگیرد، و واحدهای آن‌ها نیز هنگام شارژ پاداش دریافت می‌کنند.
- خاندان هوجو قلعه سازان بزرگ و متخصصان محاصره هستند. آنها در استان ایزو و استان ساگامی ساکن هستند.
- خاندان موری ساکن استان آکی هستند و سابقه طولانی در تسلط بر نیروی دریایی دارند.
- خاندان اودا فرماندهان کارآمد آشیگارو هستند و در استان آواری مستقر هستند.
- خاندان شیمازو در استان ساتسوما ساکن هستند و می‌توانند سامورایی‌های برتر مسلح کاتانا را استخدام کنند، ژنرال‌های آنها نیز به قبیله خود وفادارتر هستند.
- خاندان تاکدا ریاست استان کای را بر عهده دارد و سواره نظام برتر را استخدام می‌کند.
- خاندان توکوگاوا در ابتدا به عنوان تابع قبیله ایماگاوا در استان میکاوا ساکن هستند و بر روابط دیپلماتیک و استخدام نینجاها و متسوکه‌های جنگجوی بهتر متکی هستند.
- خاندان اوئه‌سوگی استان ایچیگو را کنترل می‌کند و در بودیسم تخصص دارد و به آنها امکان می‌دهد راهبان و راهبان جنگجوی بهتری را استخدام کنند و همچنین درآمد بیشتری از تجارت ایجاد کنند.

همچنین سه بخش به عنوان محتوای قابل دانلود موجود است (با این حال، جناح Hattori با پیش‌فروش‌های بازی به صورت رایگان عرضه می‌شود):
- خاندان هاتوری خانواده پیشرو در استان ایگا هستند و نینجاهای تخصصی و نینجاهای جنگجو را با تخصص بیشتر به خدمت می‌گیرند.
- خاندان ایکو ایکی یک «خانواده» از شورشیان مذهبی هستند که کنترل استان Echizen و استان Kaga را در دست دارند و rōnin و راهبان جنگجوی برتر را استخدام می‌کنند.
- خاندان اوتومو استان Bungo و استان Buzen را کنترل می‌کند، آنها با مذهب کاتولیک شروع به کار می‌کنند و می‌توانند واحدهای برتر سلاح گرم و همچنین پیاده‌نظام نخبه پرتغالی معروف به terços را استخدام کنند.

در Total War: Shogun 2 به رهبران و ژنرال‌ها شخصیت و عمق در گیم پلی داده می‌شود و تأکید زیادی بر نقش آفرینی دارد. ژنرال‌ها و مأموران به عنوان قهرمانان «بزرگتر از زندگی» با ویژگی‌های منحصر به فرد و توانایی‌های قدرتمند به تصویر کشیده می‌شوند. بازیکن قادر است با کسب تجربه، ویژگی‌ها و توانایی‌های ویژه شخصیت‌ها را بهبود بخشد و باز کند. با این حال، بازیکن همچنین ممکن است تمایل داشته باشد که در سیاست خانوادگی در داخل قبیله شرکت کند تا اعضای آن را وفادار نگه دارد.
نبردهای شوگون ۲ شامل درگیری‌هایی در مقیاس بزرگ بین ارتش‌هایی است که در نقشه مبارزات انتخاباتی به هم می‌رسند و می‌توانند در خشکی یا روی آب انجام شوند. توسعه دهندگان اعلام می‌کنند که توجه ویژه ای به طراحی مجدد نبردهای دریایی و محاصره متناسب با محیط جدید دارند. برخلاف قلعه‌ها و قلعه‌های اروپایی، قلعه‌ها در ژاپن فئودالی دارای چندین طبقه بودند و بنابراین نبردهای محاصره در بازی تمرکز کمتری بر روی دفاع از دیوارها داشتند، اما بیشتر بر روی درگیری‌های حیاط و مانورهای تاکتیکی تمرکز داشتند. همچنین، بازیکنان نبردهای دریایی را با کشتی‌های ژاپنی منحصربه‌فرد شبیه «قلعه‌های شناور» خواهند کرد و غوغا روی کشتی‌ها، آتش تیر، زمین ساحلی و عوامل دیگر را در نظر می‌گیرند.
مانند قسمت‌های اخیر، امپراتوری و ناپلئون: جنگ کامل، آب و هوا و شرایط آب و هوایی بر نبردها تأثیر می‌گذارد. به عنوان مثال، مه دید را تا حد زیادی کاهش می‌دهد، در حالی که باران شدید اثربخشی نیروهای موشکی مانند کمانداران یا توپچی‌ها را کاهش می‌دهد، بنابراین بازیکنان باید استراتژی‌های خود را تطبیق دهند. همچنین، مانند ناپلئون، ارتش‌هایی که در فصل زمستان در استان‌های دشمن ایستاده‌اند یا ناوگان‌های دور از ساحل دچار فرسایش می‌شوند.
Shogun 2 به خاطر یک رویداد منحصر به فرد برای سری معروف به Realm Divide شناخته می‌شود، که در آن همه قبیله‌های بازمانده تحت کنترل کامپیوتر یک به یک به بازیکن (یا بازیکنان در حالت کمپین همکاری) اعلام جنگ می‌کنند و با یکدیگر متحد می‌شوند. متحدان بازیکن تمایل دارند این کار را بعداً انجام دهند. Realm Divide زمانی فعال می‌شود که بازیکن مناطق کافی را تصرف کند یا کیوتو را تصرف کند. شهرت این قبیله نشان می‌دهد که بازیکن چقدر به ایجاد شکاف در قلمرو نزدیک است.
Shogun 2 دارای نبردهای چند نفره با حداکثر ۸ بازیکن و همچنین کمپین‌های چند نفره شامل بازی رقابتی یا مشارکتی با ۲ بازیکن است. در یک کمپین چند نفره، بازیکنان را می‌توان به قبیله‌های مختلف دسته‌بندی کرد، به طوری که برای هر قبیله، یک بازیکن نقش رهبر قبیله را بر عهده می‌گیرد و دیگران فرماندهی ارتش‌ها را بر عهده می‌گیرند. رهبر قبیله این توانایی را دارد که سایر بازیکنان را هدایت کند و بر اساس وفاداری و عملکرد پاداش تعیین کند و سیاست‌های قبیله را به چند نفره معرفی کند. هنگامی که ارتش بازیکن به قلمرو دشمن حمله می‌کند یا توسط ارتش‌های دشمن مورد حمله قرار می‌گیرد، خواستگار آنلاین حریف مناسبی پیدا می‌کند و نبرد چند نفره را آغاز می‌کند. هنگامی که یک بازیکن ارتش‌های دشمن را شکست می‌دهد و مناطقی را فتح می‌کند، بازیکن امتیاز و پاداش‌های دیگر را برای قبیله به دست می‌آورد. علاوه بر این، یک سیستم دستاورد طراحی شده است تا بازیکنان پایبند را با توانایی‌های منحصر به فرد و ارتقاهای زیبایی ارائه دهد.

## انتشار
نسخهٔ نمایشی در ۲۲ فوریه ۲۰۱۱ در Steam در دسترس قرار گرفت. نسخهٔ نمایشی آموزش کمپین، نبرد تاریخی Sekigahara و دایرةالمعارف کامل بازی را پوشش می‌دهد.
Shogun 2 در چهار نسخه مختلف منتشر شد. «نسخه استاندارد» فقط شامل بازی است، در حالی که «نسخه محدود» علاوه بر این، یک گروه منحصر به فرد با استعدادهای ویژه (قبیله هاتوری)، یک سناریوی نبرد تاریخی اضافی «ناگاشینو»، مجموعه ای کامل از زره برای آواتار آنلاین بازیکن را قابل بازی می‌کند. و یک بانک شروع تجربه برای آن شخصیت آنلاین خرج می‌کند. «نسخه کلکسیونی» شامل محتوای «نسخه محدود» و همچنین یک جعبه بامبو ماکت حاوی یک کتاب هنری شوگان ۲ و یک مجسمه دقیق از تاکدا شینگن است. «نسخه استاد بزرگ» شامل «نسخه کلکسیونی» و همچنین یک ست شطرنج با مضمون Shogun 2 است که در حال حاضر منحصر به فروشگاه‌های منتخب در بریتانیا و استرالیا است.
بازیکنانی که در GameStop (آنلاین یا درون فروشگاهی) پیش‌سفارش داده‌اند، قفل باز شده و می‌توانند در نبرد تاریخی Kawagoe شرکت کنند. در سال ۱۵۴۵، نبرد کاواگوئه شاهد آن بود که طایفه هوجوی بعدی یک ضد حمله موفق شبانه را علیه قبیله اوسوگی در محاصره انجام دادند، و از زره‌های سنگین به نفع سرعت و مخفی کاری اجتناب کردند. کسانی که در Best Buy (فقط آنلاین یا در فروشگاه) پیش‌سفارش داده‌اند، ۱۰۰۰ کوکو، ارز مورد استفاده در Total War: Shogun 2 را باز می‌کنند. کمپین‌های بازیکنان با ۱۰۰۰ کوکو شروع می‌شوند و به آنها امکان می‌دهد ساختمان‌های جدید بخرند، واحدهای جدید را آموزش دهند و شهرهای خود را ارتقا دهند.
به عنوان یک جایزه ویژه پیش‌سفارش، Steam «بسته شوگان» را برای تیم قلعه ۲ اعلام کرد. این به بازیکنانی داده شد که Total War: Shogun 2 را قبل از تاریخ انتشار آن خریداری کرده بودند. این بسته شامل هشت آیتم با مضمون فئودالی ژاپن، از جمله ساشیمونو، کاتانا، کونای و گونبای است. این آیتم‌ها به هیچ وجه بر شوگان ۲ تأثیر نمی‌گذارند و فقط می‌توانند در Team Fortress 2 استفاده شوند. Steam همچنین مجموعه جنگ توتال را در ۱۰ مارس ۲۰۱۲ منتشر کرد. این مجموعه شامل Empire: Total War, Medieval II: Total War, Rome: Total War و Napoleon: Total War بود. همچنین شامل Total War: Shogun 2 بود که می‌توان آن را در ۱۴ مارس از قبل بارگذاری کرد.

#### محتوای قابل دانلود
- "The Ikko-Ikki Clan Pack" (منتشر شده در ۲۶ مه ۲۰۱۱) قبیله "راهب جنگجو" را به شوگان ۲ و طیف گسترده‌ای از محتوای کاملاً جدید برای استفاده در حالت‌های مختلف بازی Shogun 2 اضافه می‌کند. این یک قبیله جدید برای استفاده در حالت‌های کمپین تک نفره یا چند نفره و نبردهای سفارشی و چند نفره است. ۸ نوع واحد جدید مخصوص قبیله Ikko-Ikki وجود دارد. درخت فناوری جدید؛ نبرد تاریخی جدید، ناگاشیما ۱۵۷۴ (ایکو-ایکی در مقابل اودا)؛ ست زره Ikko-Ikki برای آواتار – شامل کاپوت، روپوش و پابرهنه. و نگهدارنده‌های جدید برای استفاده در حالت فتح آواتار.
- "Sengoku Jidai Unit Pack" ده واحد جدید جدید را برای حالت‌های بازی چند نفره و تک نفره اضافه می‌کند. همراه با این بسته DLC، یک وصله وجود داشت که چندین باگ را برطرف می‌کرد و تعادل واحد را در حالت‌های بازی چند نفره اصلاح می‌کرد.
- "بسته واحد Saints and Heroes" نه واحد قهرمان جدید را برای حالت‌های بازی چند نفره و تک نفره اضافه می‌کند. همراه با این بسته DLC، یک وصله وجود داشت که چندین باگ را برطرف می‌کرد و تعادل واحد را در حالت‌های بازی چند نفره اصلاح می‌کرد.
- "ظهور کمپین سامورایی" که ۴۰۰ سال قبل از جنگ داخلی دراماتیک به تصویر کشیده شده در شوگون ۲ می‌گذرد، بر اساس جنگ Genpei است، درگیری بین شش قبیله افسانه ای از خانواده‌های Taira, Minamoto و Fujiwara. در اولین دوره شوگونات و ظهور سامورایی‌ها به عنوان طبقه حاکم به اوج خود رسید. بسته DLC Rise of the Samurai واحدهای جدیدی را در نبردهای چند نفره و تک نفره اضافه می‌کند. این بسته ۱۶ واحد زمینی جدید را اضافه می‌کند که در بین شمشیربازان، نیزه داران، کمانداران و سواره نظام پراکنده شده‌اند. ۴ واحد قهرمان جدید؛ ۱۰ یگان نیروی دریایی جدید و ۳ توانایی ویژه نیروی دریایی؛ و ۴ نوع عامل جدید با درختان مهارت منحصر به فرد خود و نبرد تاریخی جدید آنگاوا (۱۵۷۰). این کمپین رویداد تقسیم قلمرو را از Shogun 2 حفظ می‌کند.
- «بسته قبیله هاتوری» شامل هر چهار آنلاک است که قبلاً فقط در Total War: Shogun 2 Limited Edition موجود بود. قبیله هاتوری استادان نینجوتسو ایگا-ریو هستند - مجموعه ای منحصر به فرد از مهارت‌های رزمی و تکنیک‌های چریکی. این گروه اضافی درون بازی برای استفاده در حالت‌های کمپین تک نفره یا چند نفره و نبردهای سفارشی و چند نفره در دسترس است. این شامل قدرتمندترین واحدهای نینجا در میدان نبرد است. نبرد ناگاشینو (سناریوی تاریخی) شاهد اتحاد بین قبیله اودا و توکوگاوا بود که در سال ۱۵۷۵ با قبیله افسانه ای تاکدا درگیر شدند.
- "Blood Pack" جلوه‌های بصری خونی و گور و همچنین جلوه‌های صوتی مناسب را اضافه می‌کند.
- "بسته قبیله Otomo" یک قبیله مسیحی با درخت تحقیقاتی کمی تغییر یافته و واحدهای "غربی" بیشتر اضافه می‌کند.
- "نبرد کاواگو" یک نبرد تاریخی را اضافه می‌کند که قبلاً فقط در پیشنهاد پیش خرید فروشگاه Gamestop موجود بود.

#### مجموعه‌ها و پورت‌ها
در ۵ مارس ۲۰۱۳ در آمریکای شمالی و در ۸ مارس همان سال در اروپا و استرالیا (Eu/Au) مجموعه‌های "نسخه طلایی" منتشر شد. نسخه آمریکای شمالی شامل بازی پایه، بازی Rise of the Samurai و Fall of the Samurai بود. نسخه Eu/Au شامل این و همچنین همه بسته‌های محتوای قابل دانلود به جز یکی از آن‌ها بود (Dragon War Battle, Hattori Clan, Ikko Ikki Clan, Otomo Clan, Saga Clan, Obama Clan, Tsu Clan, Sendai Clan, Saints & Heroes Elite Unit و Sengoku Jidai Elite Unit پک‌ها هستند اما بسته خونی نیستند). نسخه Eu/Au نیز در یک قاب تاشو طلایی و مشکی با الهام از wajima-nuri بر خلاف مورد استاندارد نسخه آمریکای شمالی عرضه شد.
در ۳۱ ژوئیه ۲۰۱۴، Shogun 2 برای macOS توسط Feral Interactive، همراه با Total War: Shogun 2 Collection، که شامل تمام محتوای اضافی منتشر شده قبلی به جز "Blood Pack" است، منتشر شد. Shogun 2، Shogun 2 Collection و Fall of the Samurai در ۲۳ مه ۲۰۱۷ برای لینوکس منتشر شدند.

## نقدها و نمرات
طبق گزارش گردآورنده بررسی متاکریتیک، شوگون ۲ "تحسین جهانی" دریافت کرد.
دانیل شانون، منتقد GameSpot آن را "بهترین جنگ توتال" نامیده است.
آلن بلر (برنامه‌نویس اصلی مبارزات انتخاباتی)، کوین مک داول (هنرمند اصلی) و اسکات پیتکتلی (برنامه‌نویس اصلی نبرد) جوایز بازی‌های ویدئویی آکادمی بریتانیا را برای Total War: Shogun 2 برای بهترین بازی استراتژیک بردند.
از ۳۱ مارس ۲۰۱۱، این بازی ۶۰۰۰۰۰ واحد در اروپا و آمریکای شمالی فروخته است.
در سال ۲۰۱۹، PC Gamer Shogun 2 را به عنوان بهترین بازی Total War معرفی کرد.